# Johan Storm Munch

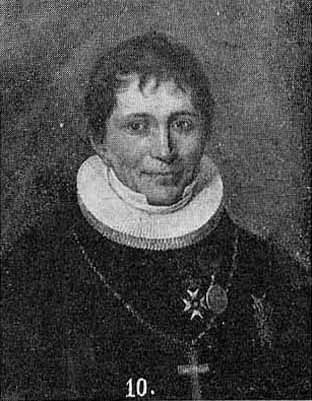
Johan Storm Munch.

Johan Storm Munch (* 31. August 1778 in Vågå, Oppland; † 26. Januar 1832 in Kristiansand) war ein norwegischer lutherischer Bischof und Schriftsteller.

## Leben
Seine Eltern waren der Pfarrer Peter Munch (1740–1802) und dessen Frau Christine Sophie Storm (1746–1825).
Er gehörte zur letzten Generation der Geistlichen der Aufklärungsbewegung in Norwegen und wurde mit seiner offenen Sympathie für Schweden nach 1814 der Günstling dieser Regierung.
Zu Munchs Söhnen gehörte der Dichter Andreas Munch.

## Laufbahn
Er wurde zunächst von seinem Vater unterrichtet, besuchte anschließend die Universität in Kopenhagen und bestand dort die Examina glänzend, legte aber nicht wie erwartet das theologische Staatsexamen ab. 1800–1805 war er Hauslehrer bei der Familie Løvenskiold auf dem Gut Løvenborg auf Sjælland. So kam er mit den obersten sozialen Schichten im damaligen dänisch-norwegischen Reich zusammen. 1805 wurde er residierender Kaplan in Skjeberg und wohnte bei Marcus Rosenkrantz auf dessen Landsitz Hafslund. Dort lernte er den Statthalter Prinz Christian August kennen. Dieser ernannte ihn 1808 zum Feldgeistlichen im Feldzug 1808/1809, aber als er 1810 erneut zu Felde zog, war Munch ohne Stellung. Am 9. März 1810 heiratete er Else Petronelle Hofgaard (* 15. Juli 1790; † 10. Juni 1879), Tochter des Pfarrers und späteren Landwirts Andreas Hofgaard (1756–1826) und dessen Frau Mette Abigael Petersen (1770–1853). Dann erhielt er für ein Jahr die Aufgabe, an der Stiftung „Prinds Christian Augusts Minde“ zu unterrichten. Danach war er Hauslehrer und Literat in Christiania. Graf Herman Wedel Jarlsberg verschaffte ihm 1813 die Pfarrstelle in Sande und 1817 wurde er Pfarrer in Aker und Schlossgeistlicher in Akershus. Ohne Zustimmung der Regierung erhielt er 1823 das Bischofsamt in Kristiansand. Er bekämpfte alsbald bestimmte durch die Aufklärungsbewegung entstandene Missstände. Die Geistlichen dieser Bewegung hatten sich viele Freiheiten in Liturgie, Amtstracht und Amtsführung herausgenommen. Auch engagierte er sich stark gegen den Alkoholmissbrauch. Auch war er ein dezidierter Gegner der Missions- und Laienbewegung. Nicht ordinierte umherreisende Prädikanten wurden belangt und Geistliche, die zum Beispiel mit den Herrnhutern sympathisierten, mussten sich öffentlich rechtfertigen. Bekannt wurden in diesem Zusammenhang seine mannigfaltigen Konflikte mit Pfarrer Gabriel Kielland auf Finnøy.

## Literarische Tätigkeit
Munch hat keine theologischen Schriften hinterlassen. 1804 gab er eine Übersetzung von Vergils Aeneis heraus. 1810 verfasste er mehrere Lobschriften für Christian August. Später kamen weitere Übersetzungen hinzu, zum Beispiel Don Carlos von Schiller. Diese Übersetzungen wurden von den Zeitgenossen sehr geschätzt. Er versuchte sich auch als Eigenständiger Dichter, inspiriert von Goethe, Schiller und nicht zuletzt von Adam Oehlenschläger. Er war die erste literarisch bedeutende Persönlichkeit in Norwegen, die für dänische und deutsche Romantik begeistert war. 1813 erschien seine Anthologie Feldblomster und 1825 das nationallyrische Schauspiel Præsten i Hallingdal. In seinen Werken erwies er sich als norwegischer Patriot, der Norwegens Natur und Geschichte pries. 1816–1820 gab er die Zeitschrift Saga heraus. Hier übersetzten er und andere Stücke aus der Sagaliteratur. Dabei versuchte er den Zusammenhang zwischen dem Altnorwegischen und den zeitgenössischen norwegischen Dialekten aufzuzeigen. Das spiegelt sich in diesen Übersetzungen wider, in denen er Wörter benutzt, die vom Altnordischen und den Dialekten inspiriert sind. Das erzeugte eine große Debatte, und Munch wurde beschuldigt, die norwegische Bauernsprache zur norwegischen Schriftsprache machen zu wollen.

## Ehrungen
Johan Storm Munch war ab 1823 Mitglied von „Det Kongelige Norske Videnskabers Selskab“. Er erhielt 1821 die Borgerdådsmedaille in Gold, wurde 1819 geistliches Mitglied des schwedischen Nordstjärneordens und erhielt zwei Tage nach seinem Tod dessen Kommandeurskreuz.

## Werke (Auswahl)
- Forsøg til en metrisk Oversættelse af Virgils Æneide. Kopenhagen 1804
- Norges Farvel til Hans Kgl. Højhed Prinds Christian August Svearigets Kronprinds. 1810
- Mindetale over Christian August. 1810
- Übersetzung von Don Karlos, Infant af Spanien. Af Friedrich Schiller. 1812
- Fjeldblomster. 1813
- Saga. Eine Viertel-Jahrsschrift 1–3, 1816–1820
- Farvel til Aggershuus-Slots og Aggers Menigheder. 1823
- Presten i Hallingdal eller: Hævnen. Kristiansand 1825
- Nogle betimelige Ord om Nødvendigheden af at Indskrænke Brændevinets Misbrug, Kristiansand 1827